# Ciberpublicidade
A ciberpublicidade é um conceito da área de Publicidade e Propaganda que descreve a evolução da publicidade na era digital. Caracteriza-se pela interação, convergência de mídias e pela participação ativa do consumidor na construção de sentido das mensagens publicitárias. (AZEVEDO, 2012) O termo foi introduzido pelo pesquisador brasileiro Sandro Torres de Azevedo em 2012, durante o XXXV Congresso Brasileiro de Ciências da Comunicação, (AZEVEDO, 2012) e posteriormente desenvolvido em pesquisas e publicações acadêmicas.

## Diferenciação da Publicidade Tradicional
A ciberpublicidade (AZEVEDO, 2012) difere da publicidade tradicional por sua natureza dinâmica e interativa, ultrapassando os meios de comunicação tradicionais. Manifesta-se em plataformas digitais como websites, mídias sociais, jogos eletrônicos, aplicativos móveis e ambientes virtuais imersivos, sem excluir os canais offline. Sua lógica teórica se articula em torno de um tripé: interatividade, relevância e experiência (ATEM; OLIVEIRA; AZEVEDO, 2014).

## Características da Ciberpublicidade
- Interatividade: A comunicação é bidirecional, com o público interagindo com as mensagens, compartilhando-as e criando conteúdo relacionado às marcas.
- Convergência de Mídias: As campanhas se estendem por diferentes plataformas digitais, criando uma experiência integrada e imersiva para o consumidor.
- Participação do Consumidor: O público deixa de ser apenas receptor passivo, participando ativamente da construção dos discursos das marcas.
- Personalização: As mensagens são segmentadas e personalizadas de acordo com o perfil e comportamento do consumidor.
- Mensuração de Resultados: Permite a análise precisa e em tempo real dos resultados das campanhas, possibilitando ajustes e otimizações.

## Histórico do Conceito
- 2012: O termo "ciberpublicidade" é cunhado por Sandro Torres de Azevedo em sua pesquisa sobre a campanha publicitária "Quem faz nossa história é você", apresentada no XXXV Congresso Brasileiro de Ciências da Comunicação. (AZEVEDO, 2012)
- O conceito foi debatido e expandido pelo Grupo de Pesquisa em Retórica do Consumo (ReC) da Universidade Federal Fluminense (UFF). (ATEM; OLIVEIRA; AZEVEDO, 2014)
- 2014: Publicação do livro Ciberpublicidade: discurso, experiência e consumo na cultura transmidiática, organizado por Guilherme Nery Atem, Thaiane Moreira de Oliveira e Sandro Torres de Azevedo. (ATEM; OLIVEIRA; AZEVEDO, 2014)
- 2024: Azevedo e Atem revisam e ampliam o conceito em "Ciberpublicidade, discurso e poder: desdobramentos do modelo contemporâneo de fazer publicitário", capítulo do livro "Mídia, publicidade e desafios do contemporâneo". (ATEM; OLIVEIRA; AZEVEDO, 2014)